# Osensjøen
Osensjøen (også skrevet Ossjøen) er en sø der ligger i kommunerne Åmot og Trysil i Innlandet fylke i Norge. Søen har udløb gennem Søre Osa til Rena og Glomma.
Ved nordenden af Osensjøen ligger bygden Nordre Osen i Åmot kommune. På vestsiden af søen ligger Sørlistøa Fløtermuseum med udstilling om tømmerflådning, skovbrug, jagt og fiskeri.
I sydenden af søen ligger bygen Søre Osen, som tilhører Trysil kommune. Størstedelen af søens areal ligger i Trysil kommune.
På østsideb av Osensjøen ligger nogle af de ældste gårde i området, som stammer fra skogfinnernes indvandring midt i 1600-tallet.
Søen er reguleret og bruges som magasin for Osa kraftverk